# Nils Ohlsson (psykiater)
Nils Olaf Manfred Olsson, född 19 september 1898 i Smedstorps församling, Kristianstads län, död 2 juni 1982 i Lunds domkyrkoförsamling, Malmöhus län], var en svensk psykiater.
Efter studentexamen i Lund 1919 blev Ohlsson medicine kandidat 1925 och medicine licentiat vid Karolinska institutet i Stockholm 1930. Han blev extra läkare vid Saltsjöbadens badanstalt 1929, vid Restads sjukhus i Vänersborg 1931, tillförordnad provinsialläkare i Borrby, Tollarps och Norrköpings distrikt 1931, extra ordinarie andre läkare vid Salberga sjukhus i Sala 1931 och vid Restads sjukhus 1931–32, extra läkare där 1932–33, tillförordnad provinsialläkare i Fränsta, Arvika och Kungsörs distrikt 1933, var andre läkare på Sankta Maria sjukhus i Helsingborg 1936–42, förste läkare vid Sidsjöns sjukhus i Sundsvall 1942, överläkare vid rättspsykiatriska avdelningen där 1945–53 och vid rättspsykiatriska avdelningen på Sankt Lars sjukhus i Lund 1954–64.